# Ha-5
Ha-5 (波号第五潜水艦, Ha-go Dai-go sensuikan) — підводний човен Імперського флоту Японії. До введення в Японії в 1923 році нової системи найменування підводних човнів мав назву «Підводний човен № 12» (第十二潜水艇).
У другій половині 1900-х років Імперський флот придбав у Великій Британії два споруджені компанією Vickers човни типу С, які стали відомі в Японії як «Тип С1». Ще 3 подібні кораблі спорудили на корабельні ВМФ у Куре, при цьому корпус та озброєння були місцевого виробництва, тоді як двигуни, перископи та гірокомпаси отримали з Британії. Японські інженери внесли в конструкцію певні зміни, що, зокрема, включали удосконалене горизонтальне кермо та збільшений розмір бойової рубки, як наслідок, ці кораблі віднесли до нового типу C2.
Одним з представників типу С2 став «Підводний човен № 12», який завершили будівництвом у серпні 1911-го та включили до складу 2-ї дивізії підводних човнів, що належала до військово-морського округу Куре.
4 серпня 1916-го корабель класифікували як підводний човен 2-го класу, а 1 грудня того ж року приписали до 3-ї дивізії підводних човнів. З 2 листопада 1918-го «Підводний човен № 12» продовжив службу у 12-й дивізії підводних човнів.
1 квітня 1919-го корабель класифікували як належний до 3-го класу.
15 червня 1923-го «Підводний човен № 12» перейменували на Ha-5.
1 грудня 1928-го Ha-5 виключили зі списків ВМФ і того ж року використали для створення хвилерізу в порту Осаки.